# 佳斯明河

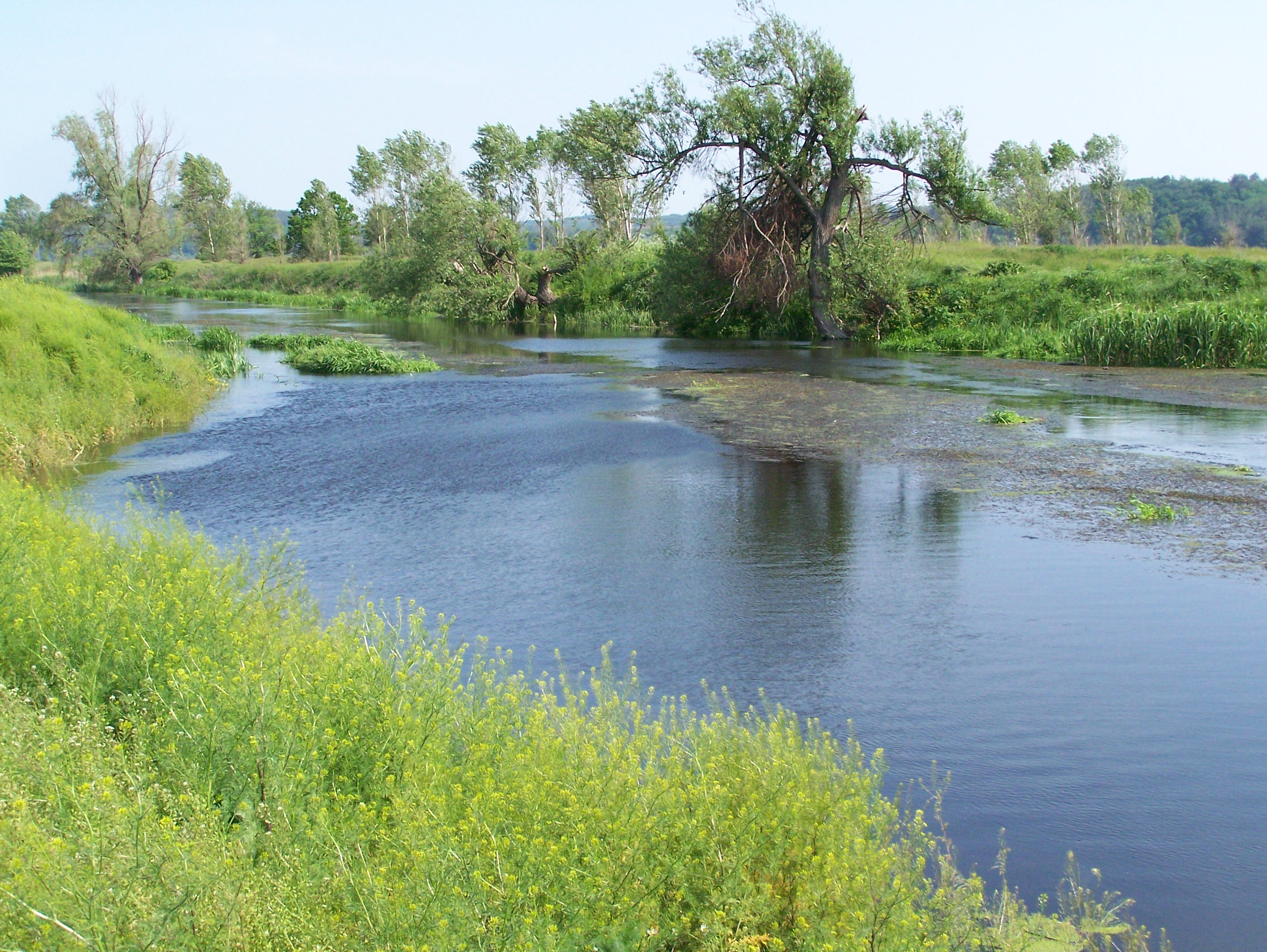

佳斯明河（羅馬化：Tiasmyn）是烏克蘭的河流，屬於第聶伯河的右支流，河道全長164公里，流域面積4,570平方公里，雨水主要來自融雪雨水，流經基洛夫格勒州和切爾卡瑟州，最終注入克列緬丘格水庫，每年十二月至翌年三月結冰。